# キラン
キラン（Kiran）はネパールの政治家、革命家。ネパール共産党毛沢東主義派の最長老で、党内序列No.4。
2008年4月10日、ネパール制憲議会で比例代表区に立候補し当選。本名、モハン・バイディア（Mohan Baidhya）。プラチャンダが首相に専念するため、2008年9月12日、党中央書記会議で党務の責任者となる。
1985年、ネパール共産党マシャル派の総書記に就任。1989年武装闘争の失敗で総書記を辞任する。後任がプラチャンダだった。以後、プラチャンダと行動を共にし、ネパール共産党毛沢東主義派（マオイスト）を立ち上げる。
マオイスト党内ではバーダルとともに強硬派として、プラチャンダ、バッタライら主流派としばしば衝突していると見られている。